# Riesbach (Klafferbach)
Der Riesbach, auch Buchetbach, ist ein Bach in der Gemeinde Schwarzenberg am Böhmerwald in Oberösterreich. Er ist ein Zufluss des Klafferbachs.

## Geographie
Der Bach entspringt am Plöckenstein auf einer Höhe von 1281 m ü. A. Er weist eine Länge von 2,83 km auf. Er verläuft durch das Waldgebiet des Böhmerwalds und nimmt rechtsseitig den Abfluss der Adalbert-Stifter-Quelle auf. Der Riesbach mündet an der Gemeindegrenze von Schwarzenberg am Böhmerwald und Klaffer am Hochficht auf einer Höhe von 932 m ü. A. rechtsseitig in den Klafferbach. Sein Einzugsgebiet erstreckt sich über eine Fläche von 2,23 km².
Der Nordwaldkammweg, der hier Teil des Europäischen Fernwanderwegs E6 ist, führt zum Teil entlang des Riesbachs.

## Umwelt
Das an der Nordseite des Bachs gelegene Buchetbachmoos ist ein kleines Moor. Sein Pflanzenteppich besteht aus den Torfmoos-Arten Sphagnum riparium und Sphagnum fallax, ferner aus Schnabel-Seggen (Carex rostrata) und Braun-Seggen (Carex nigra). Der Riesbach ist Teil des 9.350 Hektar großen Europaschutzgebiets Böhmerwald-Mühltäler und der 22.302 Hektar großen Important Bird Area Böhmerwald und Mühltal.